# سوپرجام فوتبال ایتالیا ۱۹۹۶
سوپر جام فوتبال ایتالیا ۱۹۹۶ (انگلیسی: 1996 Supercoppa Italiana) نهمین دورهٔ مسابقهٔ سوپر جام فوتبال ایتالیا بود که بین قهرمان سری آ و قهرمان جام حذفی فوتبال ایتالیا برگزار شد.
این دیدار در تاریخ ۲۵ اوت ۱۹۹۶ برگزار شد و فیورنتینا به مقام قهرمانی دست یافت.

## تیم‌ها
- آ.ث. میلان: قهرمان سری آ فصل ۹۶-۱۹۹۵
- فیورنتینا: قهرمان جام حذفی ایتالیا فصل ۹۶-۱۹۹۵